# La Divine Emma
Pour plus de détails, voir Fiche technique et Distribution.
La Divine Emma (en tchèque : Božská Ema) est un film dramatique tchèque réalisé par Jiří Krejčík, sorti en 1979. Ce film biographique est inspiré par la vie et la carrière de la cantatrice tchèque Emmy Destinn.
Le film a été sélectionné comme entrée tchécoslovaque pour le meilleur film en langue étrangère à la 54e cérémonie des Oscars, mais n'a pas été repris dans la sélection finale.

## Fiche technique
- Titre : La Divine Emma
- Réalisation : Jiří Krejčík
- Scénario : Jiří Krejčík, Zdenek Mahler
- Producteur : Jan Syrovy
- Musique : Svatopluk Havelka
- Photographie : Miroslav Ondrícek
- Montage : Miroslav Hájek
- Direction artistique : Jindrich Götz
- Production : Studios Barrandov

## Distribution
- Božidara Turzonovová (en) : Emmy Destinn
- Gabriela Benacková (en) : Emmy (voix chantante)
- Juraj Kukura (en) : Victor
- Jirí Adamíra (en) : le colonel
- Milos Kopecký (en) : Samuel
- Josef Somr (en) : le capitaine
- Cestmír Randa (en) : le directeur du Théâtre national
- Josef Kemr : le chef d'orchestre
- Václav Neužil (de) : l'officier supérieur de police
- Václav Lohniský (en) : le répartisseur de chemin de fer
- Karel Augusta (cs) : un collecteur d'impôts
- Vlastimil Bedrna (cs) : un collecteur d'impôts
- Milena Svobodová :
- Jana Smrcková :
- František Řehák (cs) : le prêtre